# جوستين إلكترا
جوستين إلكترا (بالإنجليزية: Justine Electra)‏ هي مغنية وكاتبة غنائية أسترالية، ولدت في 1978 في ملبورن في أستراليا.

## وصلات خارجية
- جوستين إلكترا على موقع ميوزك برينز (الإنجليزية)
- جوستين إلكترا على موقع أول ميوزيك (الإنجليزية)
- جوستين إلكترا على موقع ديسكوغز (الإنجليزية)